# Lechotice, Kroměříž
Lechotice là một làng thuộc huyện Kroměříž, vùng Zlínský, Cộng hòa Séc.